# Bão Isabel
Bão Isabel là cơn bão gây thiệt hại nhiều nhất trong mùa bão Bắc Đại Tây Dương 2003. Hình thành vào ngày 6 tháng 9 năm 2003, tan vào ngày 20 tháng 9 năm 2003, hoạt động được 14 ngày.

## Cấp bão
- Cấp bão (Hoa Kỳ): Bão cấp 5

## Lịch sử khí tượng
Đây là cơn bão lớn thứ 2 trong mùa bão, Isabel hình thành gần quần đảo Cabo Verde từ áp thấp nhiệt đới vào ngày 6 tháng 9 trong vùng nhiệt đới của Đại Tây Dương. Nó di chuyển về phía tây bắc và trong môi trường có gió nhẹ và nước ấm nó đã mạnh lên với tốc độ gió lên đến 265 km/h vào ngày 11 tháng 9. Sau sự dao động về cường độ trong 4 ngày, Isabel yếu dần và gây lở đất ở Outer Banks, North Carolina với vận tốc gió 165 km/h vào ngày 19 tháng 9. Cơn bão yếu nhanh chóng khi vào đất liền và trở thành xoáy thuận ngoài nhiệt đới ở phía tây Pennsylvania vào ngày hôm sau.

## Ảnh hưởng

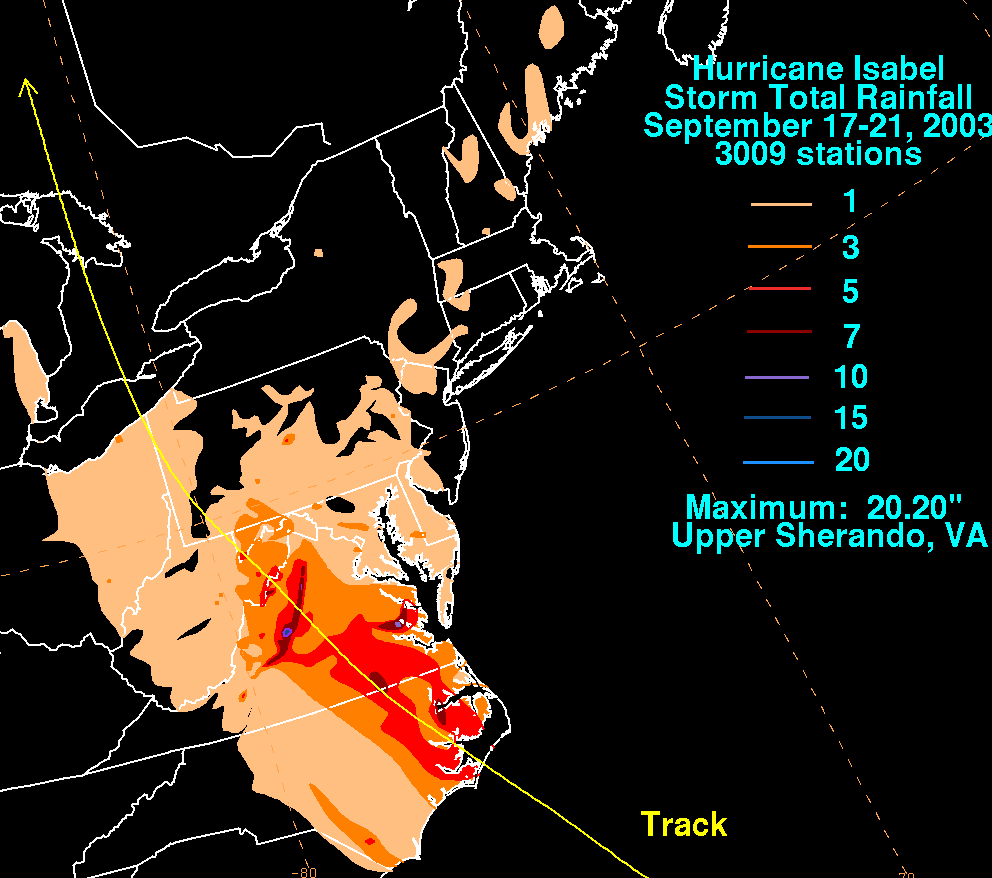
Lượng mưa sau bão Isabel

Những cơn gió mạnh từ Isabel kéo dài từ Bắc Carolina đến New England và về phía tây đến Tây Virginia. Những cơn gió, kết hợp với lượng mưa trước đó làm ẩm đất, làm đổ nhiều cây cối và đường dây điện trên đường đi của nó, khiến khoảng 6 triệu khách hàng điện không có điện vào một lúc nào đó. Các bộ phận của vùng duyên hải Virginia, đặc biệt là ở các khu vực Hampton Roads và Đông Bắc Bắc Carolina, đã không có điện trong gần một tháng. Các khu vực ven biển phải hứng chịu sóng biển và nước dâng do bão mạnh, với các khu vực ở phía đông Bắc Carolina và đông nam Virginia báo cáo thiệt hại nghiêm trọng từ cả gió và bão. Trong suốt chặng đường của mình, Isabel đã gây ra thiệt hại 5,5 tỷ đô la (2003 USD) và 51 người chết, trong đó 16 người liên quan trực tiếp đến ảnh hưởng của cơn bão.
Các thống đốc bang Pennsylvania, West Virginia, Maryland, New Jersey và Delkn tuyên bố tình trạng khẩn cấp. Isabel là cơn bão lớn đầu tiên đe dọa các quốc gia Trung Đại Tây Dương và Thượng Nam kể từ cơn bão Floyd vào tháng 9 năm 1999. Ảnh hưởng lớn nhất của Isabel là do thiệt hại lũ lụt, tồi tệ nhất ở một số khu vực của Virginia kể từ cơn bão Agnes năm 1972. Hơn 60 triệu người đã bị ảnh hưởng ở một mức độ nào đó, một con số tương tự như Floyd nhưng nhiều hơn bất kỳ cơn bão nào khác trong ký ức gần đây.

## Số người chết và thiệt hại

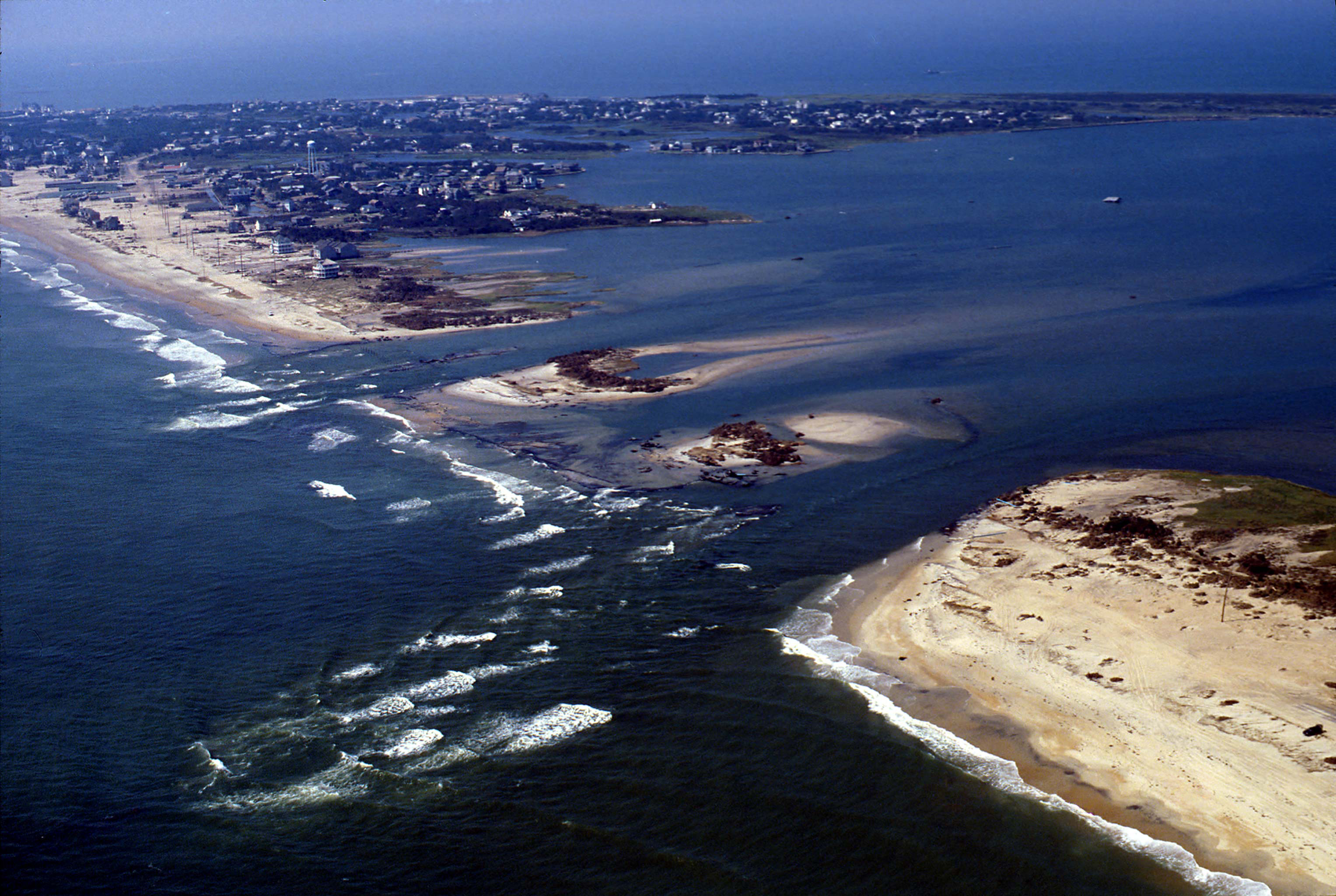
Toàn cảnh đảo Hatteras sau khi bị bão Isabel đổ bộ.

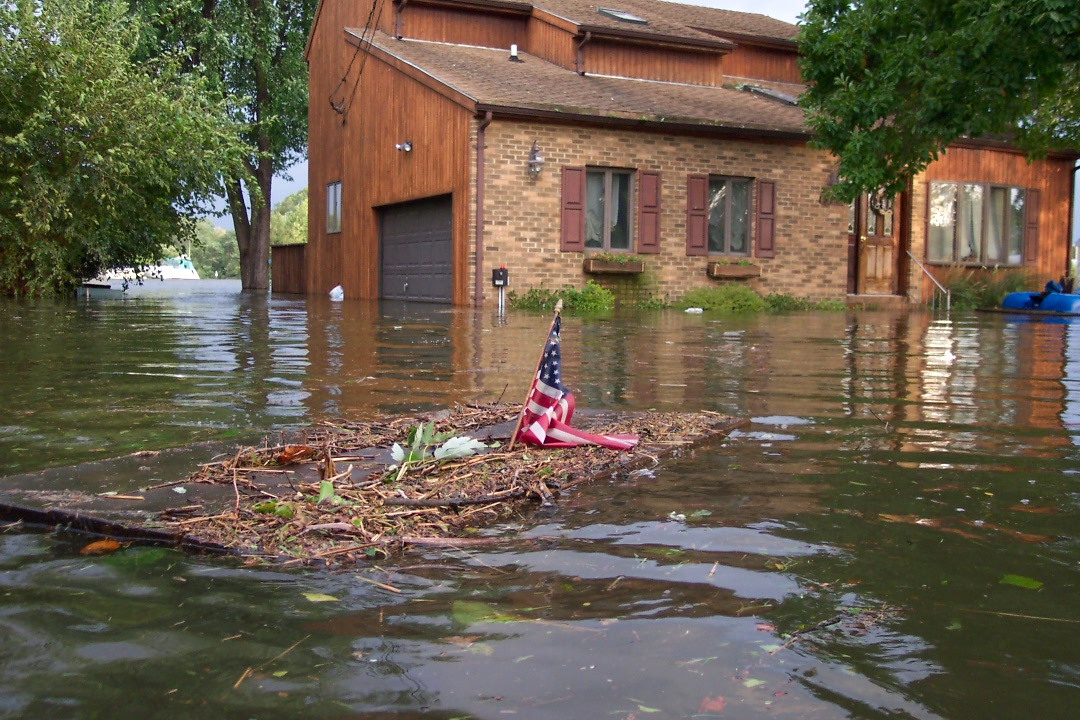
Ngập lụt sau bão Isabel.

| Vùng, miền       | Số người chết | Số người chết | Thiệt hại (2003 USD) |
| Vùng, miền       | Trực tiếp     | Gián tiếp     | Thiệt hại (2003 USD) |
| ---------------- | ------------- | ------------- | -------------------- |
| Florida          | 1             | 0             | 0                    |
| North Carolina   | 1             | 2             | $450 triệu           |
| Virginia         | 10            | 22            | >$1.85 tỉ            |
| West Virginia    | 0             | 0             | $20 triệu            |
| Washington, D.C. | 0             | 1             | $125 triệu           |
| Maryland         | 1             | 6             | $820 triệu           |
| Delaware         | 0             | 0             | $40 triệu            |
| Pennsylvania     | 0             | 2             | $160 triệu           |
| New Jersey       | 1             | 1             | $50 triệu            |
| New York         | 1             | 0             | $90 triệu            |
| Rhode Island     | 1             | 0             | 0                    |
| Ontario          | 0             | 1             | Chưa có thông tin    |
| Tổng cộng        | 16            | 35            | $3.6 tỉ              |